# 霜霉威
霜霉威（英语：Propamocarb，缩写PM），学名3-(二甲基氨基 )丙基氨基甲酸丙酯，是一种农业灭真菌剂，化学式：C9H20N2O2，常以盐酸盐水剂和喷剂形式用于受水霉感染的土壤、根、叶消杀。

## 作用和机制
霜霉威仅对卵菌纲真菌（俗称水霉）起消灭效果，其通过影响脂肪酸和磷脂的合成，改变细胞膜的通透性来达到消灭真菌的效果。

## 安全性
霜霉威总体上对于哺乳动物有较低毒性，且几乎没有致畸性或神经毒性。同时没有致癌性和致突变性。霜霉威不易产生耐药性，且能在几周内就能被植物和水生细菌完全代谢，因此不会对生态造成重大威胁。但有致皮肤过敏风险。大鼠口服LD50为2900 mg/kg（雄性）和2000 mg/kg（雌性）。
曾有研究者利用放射性C14标记的霜霉威研究其在烟草、黄瓜和菠菜体内代谢过程，发现霜霉威在这些植物体内被分解成二氧化碳和转换成诸如氨基酸等天然物质。